# Roman Kontsedalov

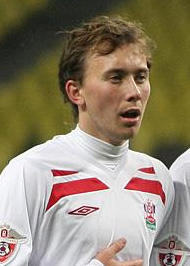
Roman Kontsedalov

Roman Kontsedalov, född 11 maj 1986, är en rysk före detta fotbollsspelare (mittfältare) som sedan 2016 tillhör Kuban Krasnodar.